# Delia echinopyga
Delia echinopyga este o specie de muște din genul Delia, familia Anthomyiidae, descrisă de Masayoshi Suwa în anul 1974. Conform Catalogue of Life specia Delia echinopyga nu are subspecii cunoscute.